# Distretto di Calzada
Il distretto di Calzada è uno dei sei distretti  della provincia di Moyobamba, in Perù. Si trova nella regione di San Martín e si estende su una superficie di 95,38 chilometri quadrati.

Istituito il 2 gennaio 1857, ha per capitale la città di Calzada; al censimento 2005 contava 4.371 abitanti.